# Javier Bertucci
Javier Bertucci, né le 16 novembre 1969, est un pasteur évangélique, homme d'affaires et homme politique vénézuélien. Il est candidat à l'élection présidentielle vénézuélienne de 2018.

## Biographie
Son nom est cité dans les Panama Papers en 2016.

### Élection présidentielle de 2018

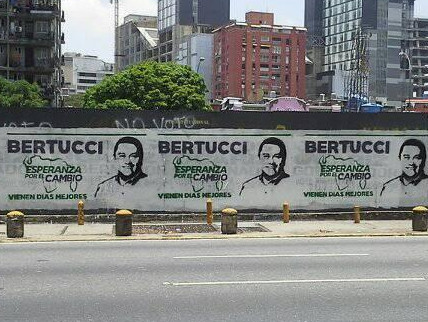
Affiches de campagne de Javier Bertucci.

Il est candidat à l'élection présidentielle vénézuélienne de 2018.
Durant sa campagne, il distribue des soupes populaires. Il est par ailleurs opposé à l'avortement et à l'adoption pour les couples d'homosexuels.
Nicolás Maduro remporte 67,8 % des voix contre 21,0 % à son principal adversaire, Henri Falcón, qui rejette le processus électoral et dénonce des irrégularités, de même que Bertucci, arrivé troisième avec 10 % des voix. Le taux de participation est de 46,1 % selon les résultats officiels. Une source du CNE a pour sa part affirmé qu'à la clôture des bureaux de vote, le taux de participation était de 32,3 %. Ce qui en fait dans les deux cas le plus faible de l'histoire du pays pour une élection présidentielle.